# 1993 a jogalkotásban
1993-ban az alábbi jogszabályokat alkották meg:

## Magyarország

### Törvények
- 1993. évi I. törvény 	 az állampolgárok tulajdonában igazságtalanul okozott károk részleges kárpótlásáról szóló 1991. évi XXV. törvény módosításáról
- 1993. évi II. törvény 	 a földrendező és a földkiadó bizottságokról
- 1993. évi III. törvény 	 a szociális igazgatásról és szociális ellátásokról
- 1993. évi IV. törvény 	 az elmúlt rendszerhez kötődő egyes társadalmi szervezetek vagyonelszámoltatásával összefüggő intézkedésekről
- 1993. évi V. törvény 	 a családi pótlékról szóló 1990. évi XXV. törvény módosításáról
- 1993. évi VI. törvény 	 az agrárpiaci rendtartásról
- 1993. évi VII. törvény 	 helyi bíróság létesítéséről
- 1993. évi VIII. törvény 	 a társadalombiztosításról szóló 1975. évi II. törvény módosításáról és kiegészítéséről
- 1993. évi IX. törvény 	 a Magyar Köztársaság 1993. évi költségvetéséről szóló 1992. évi LXXX. törvény módosításáról
- 1993. évi X. törvény 	 a termékfelelősségről
- 1993. évi XI. törvény 	 a Gépjármű Felelősségbiztosítási Kárrendezési Alapról
- 1993. évi XII. törvény 	 a társadalombiztosítási képviselők 1993. évi választásáról
- 1993. évi XIII. törvény  a szakszervezeti vagyon védelméről, a munkavállalók szervezkedési és szervezeteik működési esélyegyenlőségéről szóló 1991. évi XXVIII. törvény módosításáról
- 1993. évi XIV. törvény 	 a helyi önkormányzatok címzett- és céltámogatási rendszeréről szóló 1992. évi LXXXIX. törvény módosításáról
- 1993. évi XV. törvény 	 a Magyar Köztársaság és az Osztrák Köztársaság közötti vasúti határforgalom ellenőrzéséről, 1991. július 5-én, Bécsben aláírt Egyezmény kihirdetéséről
- 1993. évi XVI. törvény 	 az állategészségügyről szóló 1981. évi 3. törvényerejű rendelet módosításáról
- 1993. évi XVII. törvény 	 a büntető jogszabályok módosításáról
- 1993. évi XVIII. törvény 	 a Rehabilitációs Alapról
- 1993. évi XIX. törvény 	 a szövetkezetekről szóló 1992. évi I. törvény hatálybalépéséről és az átmeneti szabályokról szóló 1992. évi II. törvény módosításáról
- 1993. évi XX. törvény 	 a Kisvállalkozói Garancia Alapról
- 1993. évi XXI. törvény 	 a „Felzárkózás az európai felsőoktatáshoz” alapról
- 1993. évi XXII. törvény 	 az Országos Tudományos Kutatási Alapról
- 1993. évi XXIII. törvény 	 a Nemzeti Kulturális Alapról
- 1993. évi XXIV. törvény 	 az Országos Betétbiztosítási Alap létrehozásáról és működésének részletes szabályairól
- 1993. évi XXV. törvény 	 a Központi Ifjúsági Alapról
- 1993. évi XXVI. törvény 	 a Menekülteket Támogató Alapról
- 1993. évi XXVII. törvény 	 a Nemzeti Sport Alapról
- 1993. évi XXVIII. törvény 	 az Országos Játék Alapról
- 1993. évi XXIX. törvény 	 a Magyar Tanácsköztársaság emlékének törvénybe iktatásáról szóló 1959. évi II. törvény hatályon kívül helyezéséről
- 1993. évi XXX. törvény 	 „a magyar nép felszabadulása történelmi jelentőségének törvénybe iktatásáról” szóló 1965. évi II. törvény hatályon kívül helyezéséről
- 1993. évi XXXI. törvény 	 az emberi jogok és az alapvető szabadságok védelméről szóló, Rómában, 1950. november 4-én kelt Egyezmény és az ahhoz tartozó nyolc kiegészítő jegyzőkönyv kihirdetéséről
- 1993. évi XXXII. törvény 	 a büntetések és az intézkedések végrehajtásáról szóló 1979. évi 11. törvényerejű rendelet módosításáról
- 1993. évi XXXIII. törvény 	 a földadóról szóló 1991. évi LXXIX. törvény módosításáról
- 1993. évi XXXIV. törvény 	 a Magyar Népköztársaság és az Osztrák Köztársaság között a közös államhatár láthatóságának biztosításáról és az ezzel összefüggő kérdések szabályozásáról Budapesten, 1964. évi október 31-én aláírt szerződés módosításáról és kiegészítéséről szóló 1987. április 29-én aláírt szerződés kihirdetéséről
- 1993. évi XXXV. törvény 	 a Magyar Köztársaság és az Osztrák Köztársaság között a közúti és a vízi közlekedésben a határforgalom ellenőrzéséről szóló, Budapesten, az 1992. évi május hó 15. napján aláírt Egyezmény kihirdetéséről
- 1993. évi XXXVI. törvény 	 a Magyar Köztársaság és Ausztrália között a kettős adóztatás elkerülésére és az adóztatás kijátszásának megakadályozására a jövedelemadók területén, Canberrában, az 1990. évi november hó 29. napján aláírt Egyezmény kihirdetéséről
- 1993. évi XXXVII. törvény 	 a Magyar Köztársaság és Ausztrália között a beruházások kölcsönös elősegítéséről és védelméről Budapesten, az 1991. évi augusztus hó 15. napján aláírt Megállapodás kihirdetéséről
- 1993. évi XXXVIII. törvény 	 a Magyar Népköztársaság Kormánya és a Görög Köztársaság között a beruházások elősegítéséről és kölcsönös védelméről Athénben, az 1989. évi május hó 26. napján aláírt Megállapodás kihirdetéséről
- 1993. évi XXXIX. törvény 	 a Magyar Népköztársaság Kormánya és az Uruguayi Keleti Köztársaság Kormánya között a beruházások elősegítéséről és kölcsönös védelméről Budapesten, az 1989. évi augusztus hó 25. napján aláírt Megállapodás kihirdetéséről
- 1993. évi XL. törvény 	 a Magyar Vöröskeresztről
- 1993. évi XLI. törvény 	 a magánszemélyek jövedelemadójáról szóló 1991. évi XC. törvény módosításáról
- 1993. évi XLII. törvény 	 a nemzetközi jelentőségű vadvizekről, különösen mint a vízimadarak tartózkodási helyéről szóló, Ramsarban, 1971. február 2-án elfogadott Egyezmény és annak 1982. december 3-án és 1987. május 28-június 3. között elfogadott módosításai egységes szerkezetben történő kihirdetéséről
- 1993. évi XLIII. törvény 	 a Munkavállalói Résztulajdonosi Programról szóló 1992. évi XLIV. törvény módosításáról
- 1993. évi XLIV. törvény 	 a társadalombiztosítás pénzügyi alapjairól és azok 1993. évi költségvetéséről szóló 1992. évi LXXXIV. törvény módosításáról
- 1993. évi XLV. törvény 	 a Büntető Törvénykönyvről szóló 1978. évi IV. törvény módosításáról
- 1993. évi XLVI. törvény 	 a statisztikáról, egységes szerkezetben a végrehajtásáról szóló 170/1993. (XII. 3.) Korm. rendelettel
- 1993. évi XLVII. törvény 	 a pénzintézetekről és a pénzintézeti tevékenységről szóló 1991. évi LXIX. törvény módosításáról
- 1993. évi XLVIII. törvény 	 a bányászatról, egységes szerkezetben a végrehajtásáról szóló 203/1998. (XII. 19.) Korm. rendelettel
- 1993. évi XLIX. törvény 	 a behozott kőolaj és kőolajtermékek biztonsági készletezéséről
- 1993. évi L. törvény 	 a helyi önkormányzatok folyamatban lévő címzett- és céltámogatásáról, továbbá a támogatási célok 1993. évi rangsoráról
- 1993. évi LI. törvény 	 a Magyar Köztársaság 1993. évi költségvetéséről szóló 1992. évi LXXX. törvény módosításáról
- 1993. évi LII. törvény 	 a társadalombiztosításról szóló 1975. évi II. törvény módosításáról
- 1993. évi LIII. törvény 	 a gazdasági társaságokról szóló 1988. évi VI. törvény és a társasági adóról szóló 1991. évi LXXXVI. törvény módosításáról
- 1993. évi LIV. törvény 	 az állam vállalkozói vagyonára vonatkozó törvényekkel összefüggő jogszabályok módosításáról szóló 1992. évi LV. törvény módosításáról
- 1993. évi LV. törvény 	 a magyar állampolgárságról
- 1993. évi LVI. törvény 	 a polgári repülésről szóló 1981. évi 8. törvényerejű rendelet módosításáról
- 1993. évi LVII. törvény 	 a földrendező és a földkiadó bizottságokról szóló 1993. évi II. törvény módosításáról
- 1993. évi LVIII. törvény 	 a jövedéki szabályozásról és ellenőrzésről, valamint a bérfőzési szeszadóról
- 1993. évi LIX. törvény 	 az állampolgári jogok országgyűlési biztosáról
- 1993. évi LX. törvény 	 a Magyar Népköztársaság Kormánya és Malaysia Kormánya között a kettős adóztatás elkerülésére és az adóztatás kijátszásának megakadályozására a jövedelemadók területén Budapesten, az 1989. évi május hó 22. napján aláírt Egyezmény kihirdetéséről
- 1993. évi LXI. törvény 	 a Magyar Köztársaság Kormánya és a Norvég Királyság Kormánya között a beruházások ösztönzéséről és kölcsönös védelméről Oslóban, az 1991. évi április hó 8. napján aláírt Megállapodás kihirdetéséről
- 1993. évi LXII. törvény 	 a frekvenciagazdálkodásról
- 1993. évi LXIII. törvény 	 a Magyar Köztársaság és Izrael Állam között a kettős adóztatás elkerülésére és az adóztatás kijátszásának megakadályozására a jövedelemadók területén Jeruzsálemben, az 1991. évi május hó 14. napján aláírt Egyezmény kihirdetéséről
- 1993. évi LXIV. törvény 	 a Magyar Köztársaság Kormánya és Izrael Állam Kormánya között a beruházások elősegítéséről és kölcsönös védelméről Jeruzsálemben, az 1991. évi május hó 14. napján aláírt Megállapodás kihirdetéséről
- 1993. évi LXV. törvény 	 a Magyar Köztársaság és a Spanyol Királyság között a beruházások elősegítéséről és kölcsönös védelméről Budapesten, az 1989. évi november hó 9. napján aláírt Megállapodás kihirdetéséről
- 1993. évi LXVI. törvény 	 a helyi adókról szóló 1990. évi C. törvény módosításáról
- 1993. évi LXVII. törvény 	 a Magyar Köztársaság és Málta között a kettős adóztatás elkerüléséről Budapesten, az 1991. évi augusztus hó 6. napján aláírt Egyezmény kihirdetéséről
- 1993. évi LXVIII. törvény 	 az időlegesen állami tulajdonban lévő vagyon értékesítéséről, hasznosításáról és védelméről szóló 1992. évi LIV. törvény módosításáról
- 1993. évi LXIX. törvény 	 a foglalkoztatás elősegítéséről és a munkanélküliek ellátásáról szóló 1991. évi IV. törvény módosításáról
- 1993. évi LXX. törvény 	 az általános forgalmi adóról szóló 1992. évi LXXIV. törvény módosításáról
- 1993. évi LXXI. törvény 	 az ENSZ Biztonsági Tanácsának a Jugoszláv Szövetségi Köztársaságra (Szerbia és Montenegró) vonatkozó határozatai végrehajtásáról, valamint a Büntető Törvénykönyvről szóló 1978. évi IV. törvény kiegészítéséről
- 1993. évi LXXII. törvény 	 a Magyar Köztársaság 1993. évi pótköltségvetéséről
- 1993. évi LXXIII. törvény 	 a lelkiismereti és vallásszabadságról, valamint az egyházakról szóló 1990. évi IV. törvény módosításáról
- 1993. évi LXXIV. törvény 	 a társadalombiztosításról szóló 1975. évi II. törvény módosításáról és kiegészítéséről
- 1993. évi LXXV. törvény 	 az illetékekről szóló 1990. évi XCIII. törvény módosításáról
- 1993. évi LXXVI. törvény 	 a szakképzésről
- 1993. évi LXXVII. törvény 	 a nemzeti és etnikai kisebbségek jogairól
- 1993. évi LXXVIII. törvény 	 a lakások és helyiségek bérletére, valamint az elidegenítésükre vonatkozó egyes szabályokról
- 1993. évi LXXIX. törvény 	 a közoktatásról
- 1993. évi LXXX. törvény 	 a felsőoktatásról
- 1993. évi LXXXI. törvény 	 a csődeljárásról, a felszámolási eljárásról és a végelszámolásról szóló 1991. évi XLIX. törvény módosításáról
- 1993. évi LXXXII. törvény 	 a villamos energia fejlesztéséről, átviteléről és elosztásáról rendelkező 1962. évi IV. törvény és a gázenergiáról szóló 1969. évi VII. törvény módosításáról
- 1993. évi LXXXIII. törvény 	 a Magyar Köztársaság és az Európai Szabadkereskedelmi Társulás tagállamai között, Genfben, 1993. március 29-én aláírt szabadkereskedelmi megállapodás kihirdetéséről
- 1993. évi LXXXIV. törvény 	 az egyes elkülönített állami pénzalapokról szóló 1992. évi LXXXIII. törvény módosításáról
- 1993. évi LXXXV. törvény 	 a felsőoktatásról szóló 1993. évi LXXX. törvény módosításáról
- 1993. évi LXXXVI. törvény 	 a külföldiek beutazásáról, magyarországi tartózkodásáról és bevándorlásáról
- 1993. évi LXXXVII. törvény 	 a helyi önkormányzatok 1993. évi új induló címzett támogatásáról, továbbá a felülvizsgált kórházrekonstrukciókról
- 1993. évi LXXXVIII. törvény 	 az Állami Számvevőszékről szóló 1989. évi XXXVIII. törvény módosításáról
- 1993. évi LXXXIX. törvény 	 helyi bíróság létesítéséről
- 1993. évi XC. törvény 	 az 1956. októberi forradalom és szabadságharc során elkövetett egyes bűncselekményekkel kapcsolatos eljárásról
- 1993. évi XCI. törvény 	 a bíróságokról szóló 1972. évi IV. törvény módosításáról
- 1993. évi XCII. törvény 	 a Polgári Törvénykönyv egyes rendelkezéseinek módosításáról
- 1993. évi XCIII. törvény 	 a munkavédelemről, egységes szerkezetben a végrehajtásáról szóló 5/1993. (XII. 26.) MüM rendelettel
- 1993. évi XCIV. törvény 	 a kisajátításról szóló 1976. évi 24. törvényerejű rendelet módosításáról
- 1993. évi XCV. törvény 	 a vasútról
- 1993. évi XCVI. törvény 	 az Önkéntes Kölcsönös Biztosító Pénztárakról
- 1993. évi XCVII. törvény 	 az illetékekről szóló 1990. évi XCIII. törvény módosításáról
- 1993. évi XCVIII. törvény 	 a Magyar Köztársaság 1992. évi költségvetésének végrehajtásáról
- 1993. évi XCIX. törvény 	 a társasági adóról szóló, az 1991. évi LXXXVI. törvény módosításáról
- 1993. évi C. törvény 	 a közalkalmazottak jogállásáról szóló 1992. évi XXXIII. törvény egyes rendelkezéseinek módosításáról
- 1993. évi CI. törvény 	 a magánszemélyek jövedelemadójáról szóló 1991. évi XC. törvény módosításáról
- 1993. évi CII. törvény 	 az adózás rendjéről szóló 1990. évi XCI. törvény módosításáról
- 1993. évi CIII. törvény 	 a vízgazdálkodási társulatokról szóló 1977. évi 28. törvényerejű rendelet módosításáról
- 1993. évi CIV. törvény 	 az árak megállapításáról szóló 1990. évi LXXXVII. törvény módosításáról
- 1993. évi CV. törvény 	 a Társadalombiztosítási Alap 1992. évi költségvetésének a végrehajtásáról
- 1993. évi CVI. törvény 	 a Földművelésügyi Alapokról szóló 1992. évi LXXXVIII. törvény módosításáról
- 1993. évi CVII. törvény 	 az Alkotmány módosításáról [1]
- 1993. évi CVIII. törvény 	 a számvitelről szóló 1991. évi XVIII. törvény módosításáról  [2]
- 1993. évi CIX. törvény 	 a szakképzési hozzájárulásról és a Szakképzési Alapról szóló 1988. évi XXIII. törvény módosításáról  [2]
- 1993. évi CX. törvény 	 a honvédelemről
- 1993. évi CXI. törvény 	 a Magyar Köztársaság 1994. évi költségvetéséről
- 1993. évi CXII. törvény 	 a pénzintézetekről és a pénzintézeti tevékenységről szóló 1991. évi LXIX. törvény módosításáról
- 1993. évi CXIII. törvény 	 a lakások és helyiségek bérletére, valamint az elidegenítésükre vonatkozó egyes szabályokról szóló 1993. évi LXXVIII. törvény módosításáról
- 1993. évi CXIV. törvény 	 az állattenyésztésről
- 1993. évi CXV. törvény 	 a társadalombiztosítás pénzügyi alapjainak 1994. évi költségvetéséről [3]
- 1993. évi CXVI. törvény 	 a földrendező és a földkiadó bizottságokról szóló 1993. évi II. törvény módosításáról [3]

### Országgyűlési határozatok (103)
- 1/1993. (II. 4.) OGY határozat a Nemzetközi Pénzügyi Társaságban a Magyar Köztársaság alaptőke-részesedésének megemeléséről
- 2/1993. (II. 4.) OGY határozat az egyetemekről szóló 30/1990. (III. 21.) OGY határozat módosításáról
- 3/1993. (II. 12.) OGY határozat a társadalmi szervezetek, a nemzeti és etnikai kisebbségek, valamint az egyházak költségvetési támogatására szolgáló pénzeszközök elosztásának bizottsági előkésztéséről
- 4/1993. (II. 12.) OGY határozat országgyűlési bizottsági tagok megválasztásáról
- 5/1993. (II. 25.) OGY határozat országgyűlési bizottsági tagok megválasztásáról
- 6/1993. (II. 25.) OGY határozat mentelmi jog felfüggesztéséről
- 7/1993. (II. 27.) OGY határozat a nyugellátások, baleseti nyugellátások és egyéb ellátások emeléséről, illetőleg kiegészítéséről
- 8/1993. (III. 5.) OGY határozat országgyűlési bizottsági tagok megválasztásáról
- 9/1993. (III. 5.) OGY határozat a Duna egyoldalú nemzetközijog-ellenes elterelése miatti tiltakozásról
- 10/1993. (III. 5.) OGY határozat a Magyar Köztársaság és az Európai Közösségek és azok tagállamai között társulás létesítéséről szóló, Brüsszelben, 1991. december 16-án aláírt Európai Megállapodás végrehajtásáról
- 11/1993. (III. 12.) OGY határozat a Magyar Köztársaság biztonságpolitikájának alapelvei
- 12/1993. (III. 19.) OGY határozat országgyűlési bizottsági tagok megválasztásáról
- 13/1993. (III. 19.) OGY határozat a Kormány foglalkoztatáspolitikai koncepciójának benyújtásáról szóló 82/1992. (XII. 4.) OGY határozat módosításáról
- 14/1993. (III. 19.) OGY határozat az egyházak közvetlen állami támogatására jóváhagyott 1993. évi költségvetési keret felosztásáról
- 15/1993. (III. 26.) OGY határozat a Területi Önkormányzatok és Közigazgatási Szervek Határmenti Együttműködéséről szóló Európai Keretegyezmény megerősítéséről
- 16/1993. (III. 26.) OGY határozat a Helyi Önkormányzatok Európai Chartájának megerősítéséről
- 17/1993. (IV. 1.) OGY határozat a Szigetköz természetvédelmi, környezetvédelmi és területfejlesztési kérdéseiről szóló 69/1992. (XI. 6.) OGY határozat módosításáról
- 18/1993. (IV. 1.) OGY határozat országgyűlési bizottsági tag megválasztásáról
- 19/1993. (IV. 1.) OGY határozat bizottsági tag megválasztásáról
- 20/1993. (IV. 7.) OGY határozat a Dunai Vízlépcsőrendszer kérdéseivel foglalkozó ideiglenes bizottság létrehozásáról
- 21/1993. (IV. 9.) OGY határozat a magyar energiapolitikáról
- 22/1993. (IV. 9.) OGY határozat országgyűlési bizottsági tagok megválasztásáról
- 23/1993. (IV. 9.) OGY határozat az 1992. március 24-én, Helsinkiben aláírt Nyitott Égbolt Szerződés megerősítéséről
- 24/1993. (IV. 9.) OGY határozat a testnevelés és a sport megújításának koncepciójáról
- 25/1993. (IV. 22.) OGY határozat országgyűlési bizottsági tag megválasztásáról
- 26/1993. (IV. 23.) OGY határozat az Európa Tanács keretében elfogadott kiadatási és egyéb bűnügyi egyezmények megerősítéséről
- 27/1993. (IV. 23.) OGY határozat a Magyar Köztársaság honvédelmének alapelveiről
- 28/1993. (IV. 29.) OGY határozat a nemzeti és etnikai kisebbségi szervezetek költségvetési támogatásáról
- 29/1993. (V. 4.) OGY határozat a Magyar Köztársaság és a Szlovák Köztársaság közötti, a Bős-Nagymarosi Tervvel kapcsolatos vitának a Nemzetközi Bíróság elé terjesztéséről, Brüsszelben, 1993. április 7-én aláírt Külön Megállapodás megerősítéséről
- 30/1993. (V. 21.) OGY határozat a Magyar Köztársaság és a Spanyol Királyság közötti, 1992. február 6-án, Madridban aláírt barátsági és együttműködési Szerződés megerősítéséről
- 31/1993. (V. 21.) OGY határozat a Magyar Köztársaság és Ukrajna között a jószomszédság és az együttműködés alapjairól szóló, Kijevben, 1991. december 6-án aláírt Szerződés megerősítéséről
- 32/1993. (V. 28.) OGY határozat a Nitrokémiai Ipartelepek állami alapjuttatás és állami kölcsön visszafizetési kötelezettségeinek elengedéséről
- 33/1993. (V. 28.) OGY határozat a HUNGALU Rt. járadékfizetési kötelezettségének részbeni elengedéséről
- 34/1993. (V. 28.) OGY határozat országgyűlési bizottsági tagok megválasztásáról
- 35/1993. (V. 28.) OGY határozat a nemzeti és etnikai kisebbségi szervezetek költségvetési támogatásáról szóló 28/1993. (IV. 29.) OGY határozat módosításáról
- 36/1993. (V. 28.) OGY határozat a települések egészséges ivóvízellátását elősegítő 1993-1994. évi kormányprogramról
- 37/1993. (VI. 11.) OGY határozat a Genfben, 1947. július 11-én, a Nemzetközi Munkaügyi Szervezet által elfogadott, a munkaügyi felügyeletről az iparban és a kereskedelemben szóló 81. számú egyezmény megerősítéséről
- 38/1993. (VI. 11.) OGY határozat a San Franciscóban, 1948. július 9-én, a Nemzetközi Munkaügyi Szervezet által elfogadott, a munkaerő-gazdálkodási intézmények szervezetéről szóló 88. számú egyezmény megerősítéséről
- 39/1993. (VI. 11.) OGY határozat a Genfben, 1957. június 25-én, a Nemzetközi Munkaügyi Szervezet által elfogadott, a kényszermunka felszámolásáról szóló 105. számú egyezmény megerősítéséről
- 40/1993. (VI. 11.) OGY határozat a Genfben, 1967. június 28-án, a Nemzetközi Munkaügyi Szervezet által elfogadott, az egy dolgozó által hordozható megengedett maximális súly mértékéről szóló 127. számú egyezmény megerősítéséről
- 41/1993. (VI. 11.) OGY határozat a Genfben, 1969. június 25-én, a Nemzetközi Munkaügyi Szervezet által elfogadott, a munkaügyi felügyeletről a mezőgazdaság területén szóló 129. számú egyezmény megerősítéséről
- 42/1993. (VI. 11.) OGY határozat a Genfben, 1970. június 24-én, a Nemzetközi Munkaügyi Szervezet által elfogadott, a fizetett szabadságról szóló 132. számú egyezmény megerősítéséről
- 43/1993. (VI. 11.) OGY határozat a Genfben, 1975. június 23-án, a Nemzetközi Munkaügyi Szervezet által elfogadott, a mezőgazdasági dolgozók szervezeteiről és szerepükről a gazdasági és társadalmi fejlődésben szóló 141. számú egyezmény megerősítéséről
- 44/1993. (VI. 11.) OGY határozat a Genfben, 1976. június 21-én, a Nemzetközi Munkaügyi Szervezet által elfogadott, a hármas tagolású tanácskozásokról a nemzetközi munkaügyi normák előmozdítása érdekében szóló 144. számú egyezmény megerősítéséről
- 45/1993. (VI. 11.) OGY határozat a Genfben, 1977. június 20-án, a Nemzetközi Munkaügyi Szervezet által elfogadott, a munkavállalók védelméről a munkahelyen levegőszennyeződés, zaj és rezgés által okozott foglalkozási veszélyek ellen szóló 148. számú egyezmény megerősítéséről
- 46/1993. (VI. 11.) OGY határozat a Genfben, 1978. június 27-én, a Nemzetközi Munkaügyi Szervezet által elfogadott, a közalkalmazottak szervezkedési szabadságának védelméről és foglalkoztatási feltételeik megállapításával kapcsolatos eljárásokról szóló 151. számú egyezmény megerősítéséről
- 47/1993. (VI. 11.) OGY határozat a Genfben, 1981. június 19-én, a Nemzetközi Munkaügyi Szervezet által elfogadott, a kollektív tárgyalások előmozdításáról szóló 154. számú egyezmény megerősítéséről
- 48/1993. (VI. 11.) OGY határozat a Genfben, 1981. június 22-én, a Nemzetközi Munkaügyi Szervezet által elfogadott, a dolgozók biztonságáról, egészségéről és a munkakörnyezetről szóló 155. számú egyezmény megerősítéséről
- 49/1993. (VI. 11.) OGY határozat a Magyar Köztársaság és az Európai Szabadkereskedelmi Társulás tagállamai között Genfben, 1993. március 29-én aláírt szabadkereskedelmi megállapodás, valamint a Magyar Köztársaság és a Finn Köztársaság között Genfben, 1993. március 29-én aláírt kétoldalú mezőgazdasági megállapodás megerősítéséről
- 50/1993. (VI. 18.) OGY határozat országgyűlési bizottsági tagok megválasztásáról
- 51/1993. (VI. 18.) OGY határozat országgyűlési bizottsági tagok megválasztásáról
- 52/1993. (VI. 18.) OGY határozat a Magyar Köztársaság Kormánya és Kanada Kormánya között a beruházások ösztönzéséről és kölcsönös védelméről Ottawában, 1991. évi október hó 3. napján aláírt Megállapodás megerősítéséről
- 53/1993. (VI. 18.) OGY határozat a Magyar Köztársaság Kormánya és Kanada Kormánya között a kettős adóztatás elkerülésére és az adóztatás kijátszásának megakadályozására a jövedelem- és vagyonadók területén Budapesten, 1992. április 15. napján aláírt Egyezmény megerősítéséről
- 54/1993. (VI. 18.) OGY határozat a Magyar Köztársaság Kormánya és az Egyiptomi Arab Köztársaság Kormánya között a kettős adóztatás elkerülésére és az adóztatás kijátszásának megakadályozására a jövedelemadók területén Kairóban, 1991. november 5. napján aláírt Egyezmény megerősítéséről
- 55/1993. (VI. 18.) OGY határozat a Magyar Köztársaság és a Pakisztáni Iszlám Köztársaság között a kettős adóztatás elkerülésére a jövedelemadók területén Islamabadban, 1992. február 24. napján aláírt Egyezmény megerősítéséről
- 56/1993. (VI. 25.) OGY határozat a Ganz Acélszerkezeti Vállalat pénzügyi-gazdasági stabilitásának megteremtéséhez szükséges intézkedésekről
- 57/1993. (VII. 6.) OGY határozat a Duna egyoldalú elterelése következtében szükséges cselekvési programról
- 58/1993. (VII. 9.) OGY határozat a társadalmi szervezetek költségvetési támogatásáról
- 59/1993. (VII. 16.) OGY határozat a Budapest-Hegyeshalom vasútvonal-korszerűsítés kiemelt jelentőségű kormányzati beruházásról, a kapcsolódó vasúti személykocsi vásárlási és gyártási, értékesítési együttműködésről
- 60/1993. (VII. 16.) OGY határozat az általános forgalmi adókulcs 1993. augusztus 1-jei emelésével összefüggő egyidejű lakossági kompenzálásról
- 61/1993. (VII. 16.) OGY határozat a társadalombiztosítás pénzügyi alapjainak 1993. évi költségvetésével összefüggő intézkedésről
- 62/1993. (VII. 16.) OGY határozat országgyűlési bizottsági tagok megválasztásáról
- 63/1993. (VII. 16.) OGY határozat mentelmi jog fenntartásáról
- 64/1993. (VII. 16.) OGY határozat mentelmi jog fenntartásáról
- 65/1993. (VII. 16.) OGY határozat mentelmi jog fenntartásáról
- 66/1993. (VII. 16.) OGY határozat mentelmi jog fenntartásáról
- 67/1993. (VII. 16.) OGY határozat a Magyar Nemzeti Bank felügyelő bizottsága elnökének és további három tagjának választásáról
- 68/1993. (IX. 9.) OGY határozat országgyűlési bizottsági tagok megválasztásáról
- 69/1993. (IX. 16.) OGY határozat a Cseh Köztársaság, a Lengyel Köztársaság, a Magyar Köztársaság és a Szlovák Köztársaság közötti Közép-Európai Szabadkereskedelmi Megállapodás megerősítéséről
- 70/1993. (IX. 16.) OGY határozat a Polgári és Politikai Jogok Nemzetközi Egyezségokmányának az Egyesült Nemzetek Közgyűlése XLIV. ülésszakán, 1989. december 15-én elfogadott Második Fakultatív Jegyzőkönyve megerősítéséről
- 71/1993. (IX. 16.) OGY határozat országgyűlési bizottsági tagok megválasztásáról
- 72/1993. (IX. 23.) OGY határozat a Magyar Köztársaság által 1992. október 30-án, Montreálban aláírt, a plasztik robbanóanyagok megjelöléséről azok felderítése céljából Montreálban, az 1991. évi március hó 1. napján létrehozott Egyezmény megerősítéséről
- 73/1993. (IX. 23.) OGY határozat a HM RADAR Rádiótechnikai Részvénytársaságot terhelő haditechnikai műszaki fejlesztésekre adott juttatások visszafizetésének elengedéséről
- 74/1993. (IX. 27.) OGY határozat országgyűlési bizottsági tagok megválasztásáról [4]
- 75/1993. (X. 1.) OGY határozat a gazdasági és tudományos-műszaki együttműködési kapcsolatokból származó polgári jogi jogviták választottbírósági elbírálásáról szóló egyezmény felmondásáról
- 76/1993. (X. 14.) OGY határozat mentelmi jog felfüggesztéséről
- 77/1993. (X. 14.) OGY határozat mentelmi jog felfüggesztéséről
- 78/1993. (X. 14.) OGY határozat mentelmi jog fenntartásáról
- 79/1993. (X. 14.) OGY határozat a társadalmi szervezetek költségvetési támogatásáról szóló 58/1993. (VII. 9.) OGY határozat módosításáról
- 80/1993. (X. 14.) OGY határozat az Értelmi Fogyatékosokat Segítő Érdekvédelmi Szervezetek támogatásáról
- 81/1993. (X. 22.) OGY határozat a Duna egyoldalú elterelése következtében szükséges cselekvési programról szóló 57/1993. (VII. 6.) OGY határozat módosításáról
- 82/1993. (X. 28.) OGY határozat az 1993. január 1-je előtt megállapított nyugellátások, baleseti nyugellátások, valamint nyugdíjszerű rendszeres szociális ellátások egyösszegű kiegészítéséről
- 83/1993. (X. 28.) OGY határozat mentelmi jog fenntartásáról
- 84/1993. (XI. 11.) OGY határozat a területfejlesztési támogatás irányelveiről és a kedvezményezett területek besorolásának feltételrendszeréről  [5]
- 85/1993. (XI. 17.) OGY határozat a Magyar Köztársaság és a Horvát Köztársaság között a baráti kapcsolatokról és együttműködésről szóló szerződés megerősítéséről
- 86/1993. (XI. 17.) OGY határozat a Magyar Köztársaság és a Szlovén Köztársaság között a barátsági és együttműködési szerződés megerősítéséről
- 87/1993. (XI. 17.) OGY határozat a Magyar Köztársaság és az Észt Köztársaság közötti baráti kapcsolatok és együttműködés alapjairól szóló szerződés megerősítéséről
- 88/1993. (XI. 17.) OGY határozat a Magyar Köztársaság és a Litván Köztársaság közötti baráti kapcsolatok és együttműködés alapjairól szóló szerződés megerősítéséről
- 89/1993. (XI. 17.) OGY határozat a Magyar Köztársaság és a Lett Köztársaság közötti baráti kapcsolatok és együttműködés alapjairól szóló szerződés megerősítéséről
- 90/1993. (XI. 17.) OGY határozat nemzeti környezet- és természetpolitikai koncepció kidolgozásáról
- 91/1993. (XI. 17.) OGY határozat a nemzeti és etnikai kisebbségi szervezetek költségvetési támogatásából elkülönített tartalékalap elosztásáról
- 92/1993. (XI. 26.) OGY határozat a Magyar Köztársaság és az Üzbég Köztársaság között az államközi kapcsolatok alapjairól szóló szerződés megerősítéséről
- 93/1993. (XII. 2.) OGY határozat mentelmi jog felfüggesztéséről
- 94/1993. (XII. 15.) OGY határozat dr. Antall József miniszterelnök temetése napjának országos gyásznappá nyilvánításáról
- 95/1993. (XII. 17.) OGY határozat országgyűlési bizottsági tagok megválasztásáról
- 96/1993. (XII. 22.) OGY határozat a miniszterelnök megválasztásáról
- 97/1993. (XII. 22.) OGY határozat országgyűlési bizottsági tagok megválasztásáról
- 98/1993. (XII. 24.) OGY határozat az 1993. évi Vagyonpolitikai Irányelvekről [1]
- 99/1993. (XII. 24.) OGY határozat az 1994. évi Vagyonpolitikai Irányelvekről [1]
- 100/1993. (XII. 26.) OGY határozat országgyűlési bizottsági tag megválasztásáról [2]
- 101/1993. (XII. 26.) OGY határozat a közérdekű egyesületek 1994. évi költségvetési támogatásának bizottsági előkészítéséről [2]
- 102/1993. (XII. 29.) OGY határozat a Magyar Köztársaság részéről a Rio de Janeiróban, 1992. június 13-án aláírt ENSZ Éghajlatváltozási Keretegyezmény megerősítéséről
- 103/1993. (XII. 29.) OGY határozat a Magyar Köztársaság részéről a Rio de Janeiróban, 1992. június 13-án aláírt ENSZ Biológiai Sokféleség Egyezmény megerősítéséről

### Kormányrendeletek
- 1/1993. (I. 13.) Korm. rendelet 	 a kötelező legkisebb munkabér (minimálbér) megállapításáról
- 2/1993. (I. 13.) Korm. rendelet 	 a külföldön nyilvántartásba vett adóalany számára adható általános forgalmiadó-visszatérítésről
- 3/1993. (I. 13.) Korm. rendelet 	 a diplomáciai és konzuli képviseletek és azok tagjai, valamint az ezekkel egy tekintet alá eső nemzetközi szervezetek és azok tagjai számára adható általános forgalmiadó-visszatérítéséről
- 4/1993. (I. 13.) Korm. rendelet 	 a külföldi utas számára adható általános forgalmiadó-visszatérítésről
- 5/1993. (I. 13.) Korm. rendelet 	 az egyes szabálysértésekről szóló 17/1968. (IV. 14.) Korm. rendelet módosításáról
- 6/1993. (I. 13.) Korm. rendelet 	 a Magyar Köztársaság Kormánya és a Németországi Szövetségi Köztársaság Kormánya között gazdasági szakemberek képzése és továbbképzése területén az együttműködés elmélyítéséről szóló, Budapesten, 1990. március 24-én aláírt Egyezmény kihirdetéséről
- 7/1993. (I. 13.) Korm. rendelet 	 a Magyar Köztársaság Kormánya és Nagy-Britannia és Észak-Írország Egyesült Királysága Kormánya között a kábítószerek és pszichotrop anyagok tiltott termelése, kereskedelme és a visszaélés megelőzése területén történő együttműködés tárgyában 1991. április 25-én aláírt Egyetértési Memorandum kihirdetéséről
- 8/1993. (I. 13.) Korm. rendelet 	 az egészségügyről szóló 1972. évi II. törvény végrehajtásáról rendelkező 16/1972. (IV. 29.) MT rendelet módosításáról
- 9/1993. (I. 15.) Korm. rendelet 	 a Magyar Köztársaság Kormánya és Nagy-Britannia és Észak-Írország Egyesült Királyság Kormánya között kulturális központok létesítéséről és működéséről szóló, Budapesten, 1992. március 11-én aláírt Egyezmény kihirdetéséről
- 10/1993. (I. 15.) Korm. rendelet 	 az ipari és kereskedelmi miniszter feladat- és hatásköréről szóló 67/1992. (IV. 14.) Korm. rendelet módosításáról
- 11/1993. (I. 19.) Korm. rendelet 	 egyes szociális ellátásokkal kapcsolatos jogszabályok hatályon kívül helyezéséről
- 12/1993. (I. 19.) Korm. rendelet 	 a Központi Számvevőségi Hivatalok létrehozásáról és feladatairól
- 13/1993. (I. 19.) Korm. rendelet 	 az egységes közlekedési hatósági szerv létesítéséről, valamint egyes közlekedést érintő jogszabályok módosításáról szóló 94/1991. (VII. 23.) Korm. rendelet módosításáról
- 14/1993. (I. 22.) Korm. rendelet 	 az Országos Nukleárisbaleset-elhárítási Rendszer létrehozásáról szóló 135/1989. (XII. 22.) MT rendelet módosításáról
- 15/1993. (I. 27.) Korm. rendelet 	 a Magyar Köztársaság Kormánya és a Németországi Szövetségi Köztársaság Kormánya között a szervezett bűnözés elleni harcban folytatott együttműködésről szóló Egyezmény kihirdetéséről
- 16/1993. (I. 27.) Korm. rendelet 	 a biztosítók éves beszámoló készítési kötelezettségének sajátosságairól szóló 182/1991. (XII. 30.) Korm. rendelet módosításáról és kiegészítéséről
- 17/1993. (I. 27.) Korm. rendelet 	 a tejtermelés korlátozását vállalók egyszeri támogatásáról szóló 84/1991. (VI. 27.) Korm. rendelet hatályon kívül helyezéséről
- 18/1993. (I. 27.) Korm. rendelet 	 az áruknak, szolgáltatásoknak és anyagi értéket képviselő jogoknak rubel-elszámolásban történő behozataláról szóló 52/1992. (III. 21.) Korm. rendelet módosításáról
- 19/1993. (I. 29.) Korm. rendelet 	 az EUROCONTROL Egyezményhez – módosításaihoz és függelékeihez –, továbbá az Útvonalhasználati Díjakról szóló Sokoldalú Megállapodáshoz történt csatlakozás kihirdetéséről
- 20/1993. (I. 29.) Korm. rendelet 	 a Fogyasztóvédelmi Főfelügyelőségről szóló 95/1991. (VII. 23.) Korm. rendelet módosításáról
- 21/1993. (I. 30.) Korm. rendelet 	 az állami vezetők munkaviszonyával összefüggő kérdésekről szóló 1077/1987. (XII. 31.) MT határozat egyes rendelkezéseinek hatályon kívül helyezéséről
- 22/1993. (II. 4.) Korm. rendelet 	 a Magyar Köztársaság Kormánya és a Portugál Köztársaság Kormánya között a vízumkötelezettség kölcsönös megszüntetéséről Budapesten, 1992. szeptember 2. napján létrejött Megállapodás kihirdetéséről
- 23/1993. (II. 4.) Korm. rendelet 	 az egyes növénytermesztési hitelekhez nyújtott kedvezményekről szóló 40/1992. (III. 4.) Korm. rendelet módosításáról
- 24/1993. (II. 12.) Korm. rendelet 	 a Magyar Köztársaság Kormánya, valamint a Lett Köztársaság Kormánya között a vízumkötelezettség kölcsönös megszüntetése tárgyában Rigában, 1992. augusztus 7. napján aláírt Megállapodás kihirdetéséről
- 25/1993. (II. 12.) Korm. rendelet 	 a Magyar Köztársaság Kormánya, valamint a Litván Köztársaság Kormánya között a vízumkötelezettség kölcsönös megszüntetése tárgyában Vilniusban, 1992. augusztus 8. napján aláírt Megállapodás kihirdetéséről
- 26/1993. (II. 12.) Korm. rendelet 	 a társadalombiztosításról szóló 1975. évi II. törvény végrehajtása tárgyában kiadott 89/1990. (V. 1.) MT rendelet módosításáról
- 27/1993. (II. 12.) Korm. rendelet 	 a Világkiállítási Alapról szóló 80/1990. (IV. 27.) MT rendelet hatályon kívül helyezéséről
- 28/1993. (II. 17.) Korm. rendelet 	 a közgyógyellátási igazolványról [6]
- 29/1993. (II. 17.) Korm. rendelet 	 a személyes gondoskodást nyújtó szociális ellátások térítési díjáról
- 30/1993. (II. 17.) Korm. rendelet 	 egyes pénzbeli szociális ellátások folyósításának és elszámolásának szabályairól
- 31/1993. (II. 17.) Korm. rendelet 	 egyes, a népjóléti igazgatás körébe tartozó jogszabályok hatályon kívül helyezéséről
- 32/1993. (II. 17.) Korm. rendelet 	 a gyermeknevelési támogatás megállapításának szabályairól, valamint a szociális ellátások igényléséhez felhasználható bizonyítékokról
- 33/1993. (II. 17.) Korm. rendelet 	 az útlevél ügyekben eljáró szervekről szóló 166/1991. (XII. 26.) Korm. rendelet módosításáról
- 34/1993. (II. 17.) Korm. rendelet 	 a Kuvait elleni jogtalan támadás, illetve megszállás által okozott közvetlen károk nemzetközi megtérítéséről
- 35/1993. (II. 17.) Korm. rendelet 	 a repülési pótlékról szóló 68/1987. (XII. 7.) MT rendelet hatályon kívül helyezéséről
- 36/1993. (II. 23.) Korm. rendelet 	 az Egzisztencia hitelről és részletfizetési kedvezményről szóló 28/1991. (II. 21.) Korm. rendelet módosításáról
- 37/1993. (II. 25.) Korm. rendelet 	 a diplomáciai és konzuli képviseletek és azok tagjai, valamint az ezekkel egy kategóriába tartozó nemzetközi szervezetek és azok tagjai számára adható általános forgalmiadó-visszatérítésről szóló 3/1993. (I. 13.) Korm. rendelet módosításáról
- 38/1993. (II. 25.) Korm. rendelet 	 a Munkásőrség megszüntetésével kapcsolatos, le nem zárt ügyek intézéséről szóló 144/1989. (XII. 27.) MT rendelet módosításáról
- 39/1993. (II. 27.) Korm. rendelet 	 a társadalombiztosításról szóló 1975. évi II. törvény végrehajtására kiadott 89/1990. (V. 1.) MT rendelet módosításáról
- 40/1993. (II. 27.) Korm. rendelet 	 a Központi Számvevőségi Hivatal létrehozásáról és feladatairól szóló 12/1993. (I. 19.) Korm. rendelet módosításáról
- 41/1993. (II. 27.) Korm. rendelet 	 a nyugellátások, baleseti nyugellátások és nyugdíjszerű egyéb ellátások emeléséről, valamint a gyermekgondozási segély kiegészítéséről
- 42/1993. (III. 3.) Korm. rendelet 	 a tárca nélküli miniszterek feladatairól szóló 27/1991. (II. 16.) Korm. rendelet módosításáról [7]
- 43/1993. (III. 3.) Korm. rendelet 	 a Menekültügyi és Migrációs Hivatal létrehozásáról [7]
- 44/1993. (III. 12.) Korm. rendelet 	 a Magyar Köztársaság Kormánya és a Nemzetközi Migrációs Szervezet (IOM) között a szervezet magyarországi jogállásáról, kiváltságairól és mentességeiről szóló – 1992. április 7-én, Budapesten aláírt – Megállapodás kihirdetéséről
- 45/1993. (III. 12.) Korm. rendelet 	 az 1951–1956 közötti időszakban politikai okból hátrányos megkülönböztetéssel járó katonai munkaszolgálatot teljesített személyek társadalombiztosítási és munkajogi helyzetének rendezéséről szóló 174/1992. (XII. 29.) Korm. rendelet módosításáról
- 46/1993. (III. 17.) Korm. rendelet 	 a helyi önkormányzatok címzett és céltámogatásának igénybejelentési, döntéselőkészítési és elszámolási rendjéről
- 47/1993. (III. 17.) Korm. rendelet 	 a szakértői működéssel kapcsolatos egyes kérdések szabályozásáról szóló 24/1971. (VI. 8.) Korm. rendelet módosításáról
- 48/1993. (III. 24.) Korm. rendelet 	 a marhalevél kiváltásáról és kezeléséről
- 49/1993. (III. 26.) Korm. rendelet 	 a közalkalmazottak jogállásáról szóló 1992. évi XXXIII. törvénynek a központi költségvetési szervként működő kutató- és kutatást kiegészítő intézeteknél és kutatókat foglalkoztató egyes intézményeknél történő végrehajtásáról
- 50/1993. (III. 27.) Korm. rendelet 	 a tulajdonviszonyok rendezése érdekében, az állam által igazságtalanul okozott károk részleges kárpótlásáról szóló 1991. évi XXV. törvény végrehajtásáról szóló 104/1991. (VIII. 3.) Korm. rendelet módosításáról
- 51/1993. (III. 31.) Korm. rendelet 	 a közigazgatási és az ügykezelői alapvizsgáról
- 52/1993. (IV. 2.) Korm. rendelet 	 az egészségügy társadalombiztosítási finanszírozásának egyes kérdéseiről
- 53/1993. (IV. 2.) Korm. rendelet 	 az igazságügyi szakértőkről
- 54/1993. (IV. 7.) Korm. rendelet 	 a nukleáris export és import engedélyezéséről szóló 2/1986. (I. 19.) MT rendelet módosításáról
- 55/1993. (IV. 7.) Korm. rendelet 	 a tartósan külföldön foglalkoztatott dolgozók egyes járandóságairól szóló 157/1989. (XII. 30.) MT rendelet hatályon kívül helyezéséről
- 56/1993. (IV. 7.) Korm. rendelet 	 az ideiglenes külföldi kiküldetést teljesítők költségtérítéséről szóló 29/1990. (XII. 27.) PM rendelet hatályon kívül helyezéséről
- 57/1993. (IV. 7.) Korm. rendelet 	 az országgyűlési egyéni és területi választókerületek megállapításáról szóló 2/1990. (I. 11.) MT rendelet mellékletének módosításáról
- 58/1993. (IV. 7.) Korm. rendelet 	 a tulajdonviszonyok rendezése érdekében az állam által az állampolgárok tulajdonában igazságtalanul okozott károk részleges kárpótlásáról szóló 1991. évi XXV. törvény végrehajtásáról rendelkező 104/1991. (VIII. 3.) Korm. rendelet módosításáról
- 59/1993. (IV. 9.) Korm. rendelet 	 a Céltámogatási Kiegészítő Keretből adható támogatásról
- 60/1993. (IV. 9.) Korm. rendelet 	 a ragadós száj- és körömfájás állatbetegség Magyarországra való behurcolásának megakadályozása érdekében szükséges behozatali és átszállítási tilalomról
- 61/1993. (IV. 15.) Korm. rendelet 	 a Magyar Köztársaság Kormánya, valamint a Szlovén Köztársaság Kormánya között a vízumkötelezettség kölcsönös megszüntetéséről szóló Egyezmény kihirdetéséről
- 62/1993. (IV. 27.) Korm. rendelet 	 a vagyonjegyről szóló 94/1988. (XII. 22.) MT rendelet módosításáról
- 63/1993. (IV. 27.) Korm. rendelet 	 a pénzintézetek éves beszámolókészítési és könyvvezetési kötelezettségének sajátosságairól szóló 181/1991. (XII. 30.) Korm. rendelet módosításáról
- 64/1993. (IV. 30.) Korm. rendelet 	 a Magyar Köztársaság Kormánya és a Török Köztársaság Kormánya között a terrorizmus, a kábítószer tiltott forgalma és a szervezett bűnözés elleni harcban történő együttműködésről szóló Megállapodás kihirdetéséről
- 65/1993. (V. 4.) Korm. rendelet 	 az ENSZ Biztonsági Tanácsa 820 (1993) számú határozatának a Szerbiával és Montenegróval szembeni szankciók szigorításával kapcsolatos előírásai végrehajtásáról
- 66/1993. (V. 4.) Korm. rendelet 	 a háztartási tüzelőolaj forgalmazásáról
- 67/1993. (V. 5.) Korm. rendelet 	 a költségvetés alapján gazdálkodó szervek beszámolási és könyvvezetési kötelezettségéről szóló 179/1991. (XII. 30.) Korm. rendelet módosításáról
- 68/1993. (V. 5.) Korm. rendelet 	 a közszolgálati nyilvántartásról
- 69/1993. (V. 5.) Korm. rendelet 	 a ragadós száj- és körömfájás állatbetegség Magyarországra való behurcolásának megakadályozása érdekében szükséges behozatali és átszállítási tilalomról szóló 60/1993. (IV. 9.) Korm. rendelet módosításáról
- 70/1993. (V. 6.) Korm. rendelet 	 a Magyar UNESCO Bizottságról
- 71/1993. (V. 6.) Korm. rendelet 	 a Magyar Nemzeti Bank éves beszámoló készítési és könyvvezetési kötelezettségének sajátosságairól szóló 180/1991. (XII. 30.) Korm. rendelet módosításáról
- 72/1993. (V. 7.) Korm. rendelet 	 az 1993. évi május 21. és 28. közötti közalkalmazotti tanácsi választással kapcsolatos egyes kérdésekről
- 73/1993. (V. 7.) Korm. rendelet 	 az ENSZ Biztonsági Tanácsának a Jugoszláv Szövetségi Köztársasággal (Szerbia és Montenegró) kapcsolatos 757 (1992), 760 (1992) és 820 (1993) számú határozata végrehajtásáról
- 74/1993. (V. 12.) Korm. rendelet 	 a Magyar Köztársaság Kormánya, valamint az Észt Köztársaság Kormánya között a vízumkötelezettség kölcsönös megszüntetése tárgyában Tallinnban, 1992. augusztus 8. napján aláírt Megállapodás kihirdetéséről
- 75/1993. (V. 12.) Korm. rendelet 	 a Magyar Köztársaság Kormánya és az Osztrák Szövetségi Kormány között a vasúti határforgalom ellenőőzéséről szóló egyezmény végrehajtása tárgyában Budapesten, 1993. április 14. napján aláírt Megállapodás kihirdetéséről
- 76/1993. (V. 12.) Korm. rendelet 	 a Német Szövetségi Köztársaság követségi ingatlanának tulajdonjogáról
- 77/1993. (V. 12.) Korm. rendelet 	 a közalkalmazottak jogállásáról szóló 1992. évi XXXIII. törvény végrehajtásáról a helyi önkormányzatok által fenntartott szolgáltató feladatokat ellátó egyes költségvetési intézményeknél
- 78/1993. (V. 12.) Korm. rendelet 	 a munkába járással kapcsolatos utazási költségtérítésről
- 79/1993. (V. 12.) Korm. rendelet 	 a rendőrség, a határőrség, a polgári védelem és a tűzoltóság szerveinek, valamint hivatásos állományú tagjainak anyagi felelősségét szabályozó egyes rendeletek módosításáról
- 80/1993. (V. 19.) Korm. rendelet 	 a Szilvásváradi Állami Ménesgazdaság alapításával összefüggő egyes intézkedésekről
- 81/1993. (V. 19.) Korm. rendelet 	 a részben vagy teljesen tartósan állami tulajdonban maradó gazdálkodó szervezetekről szóló 126/1992. (VIII. 28.) Korm. rendelet kiegészítéséről
- 82/1993. (V. 21.) Korm. rendelet 	 a Magyar Köztársaság Kormánya és a Dél-Afrikai Köztársaság Kormánya között a magánútlevelek vízummentességéről szóló megállapodás kihirdetéséről
- 83/1993. (V. 26.) Korm. rendelet	 az áruk, szolgáltatások és anyagi értéket képviselő jogok kiviteléről, illetőleg behozataláról szóló 112/1990. (XII. 23.) Korm. rendelet módosításáról
- 84/1993. (V. 26.) Korm. rendelet 	 az adótanácsadói tevékenység szabályozásáról szóló 66/1987. (XII. 2.) MT rendelet hatályon kívül helyezéséről
- 85/1993. (VI. 1.) Korm. rendelet 	 a tűzvédelem és a polgári védelem központi irányításáról
- 86/1993. (VI. 4.) Korm. rendelet 	 egyes tevékenységek környezeti hatásvizsgálatának átmeneti szabályozásáról
- 87/1993. (VI. 4.) Korm. rendelet 	 a Hadiipari Hivatal megszüntetéséről
- 88/1993. (VI. 8.) Korm. rendelet 	 a Szénbányászati Szerkezetátalakítási Központról szóló 59/1990. (IX. 25.) Korm. rendelet módosításáról
- 89/1993. (VI. 8.) Korm. rendelet 	 a magyar-horvát nemzetközi közúti személyszállításról és árufuvarozásról szóló Megállapodás kihirdetéséről
- 90/1993. (VI. 9.) Korm. rendelet 	 a mezőgazdasági tevékenység egyes adózási és támogatási kérdéseiről szóló 39/1987. (X. 12.) MT rendelet módosításáról
- 91/1993. (VI. 9.) Korm. rendelet 	 az Országos Nyugdíjbiztosítási Főigazgatóság és az Országos Egészségbiztosítási Pénztár, valamint igazgatási szerveik létrehozásáról és ezzel összefüggő egyéb intézkedésekről
- 92/1993. (VI. 18.) Korm. rendelet 	 az egyes növénytermesztési hitelekhez nyújtott kedvezményekről szóló 40/1992. (III. 4.) Korm. rendelet kiegészítéséről és módosításáról
- 93/1993. (VI. 18.) Korm. rendelet 	 a mezőgazdasági tevékenység egyes adózási és támogatási kérdéseiről szóló 39/1987. (X. 12.) MT rendelet módosításáról
- 94/1993. (VI. 23.) Korm. rendelet 	 a Magyar Köztársaság Kormánya és a Svéd Királyság Kormánya által a vámügyekben történő segítségnyújtásról Stockholmban, 1992. augusztus 25-én aláírt Egyezmény kihirdetéséről
- 95/1993. (VI. 25.) Korm. rendelet 	 a Magyar Köztársaság Kormánya és az Olasz Köztársaság Kormánya között Rómában, 1990. január 17-én aláírt és a 37/1990. (II. 28.) MT rendelettel kihirdetett, valamint az 1991. július 6-án, Budapesten aláírt és a 130/1991. (X. 16.) Korm. rendelettel kihirdetett megállapodás módosításáról
- 96/1993. (VII. 1.) Korm. rendelet 	 a Magyar Köztársaság Kormánya és Mongólia Kormánya között a diplomata és a szolgálati útlevéllel rendelkező állampolgáraik kölcsönös vízummentességéről szóló, Budapesten, 1992. szeptember 24. napján aláírt Egyezmény kihirdetéséről
- 97/1993. (VII. 1.) Korm. rendelet 	 a belföldiek devizaszámlájáról szóló 99/1989. (IX. 18.) MT rendelet módosításáról
- 98/1993. (VII. 1.) Korm. rendelet 	 a tervezett áremelés előzetes bejelentési kötelezettsége alá tartozó termékekről szóló 106/1990. (XII. 18.) Korm. rendelet módosításáról
- 99/1993. (VII. 6.) Korm. rendelet 	 az ENSZ Biztonsági Tanácsának a Jugoszláv Szövetségi Köztársasággal (Szerbia és Montenegró) kapcsolatos 757(1992), 760(1992) és 820(1993) számú határozata végrehajtásáról szóló 73/1993. (V. 7.) Korm. rendelet módosításáról
- 100/1993. (VII. 6.) Korm. rendelet 	 az egyes pénzbeli szociális ellátások folyósításának és elszámolásának szabályairól szóló 30/1993. (II. 17.) Korm. rendelet módosításáról
- 101/1993. (VII. 9.) Korm. rendelet 	 az áruk, szolgáltatások és anyagi értéket képviselő jogok kiviteléről, illetőleg behozataláról szóló 112/1990. (XII. 23.) Korm. rendelet módosításáról
- 102/1993. (VII. 12.) Korm. rendelet 	 a közgyűjteményekben folytatható kutatások egyes kérdéseiről szóló 118/1989. (XI. 22.) MT rendelet módosításáról
- 103/1993. (VII. 12.) Korm. rendelet 	 a helyi önkormányzati irattárakban, illetve levéltárakban őrzött, a jogutód nélkül megszüntetett Állami Egyházügyi Hivatal tevékenységéhez kapcsolódó iratok további kezeléséről
- 104/1993. (VII. 16.) Korm. rendelet 	 az általános forgalmi adó változással összefüggő árváltozásokról
- 105/1993. (VII. 16.) Korm. rendelet 	 a nemzeti gondozási díj emeléséről, továbbá a kiegészítő hadigondozotti pénzellátásról szóló 6/1992. (I. 16.) Korm. rendelet módosításáról
- 106/1993. (VII. 20.) Korm. rendelet 	 a Magyar Köztársaság Kormánya és a Vöröskereszt és Vörös Félhold Társaságok Nemzetközi Szövetsége között a Nemzetközi Szövetség budapesti Regionális Küldöttségének jogállásáról szóló, Budapesten, 1993. március 10-én aláírt Megállapodás kihirdetéséről
- 107/1993. (VII. 29.) Korm. rendelet 	 a társadalmi szervezetek és az alapítványok gazdálkodására vonatkozó jogszabályok módosításáról
- 108/1993. (VII. 29.) Korm. rendelet 	 a tárca nélküli miniszterek feladatairól szóló 27/1991. (II. 16.) Korm. rendelet módosításáról
- 109/1993. (VII. 29.) Korm. rendelet 	 az életüktől és szabadságuktól politikai okból jogtalanul megfosztottak kárpótlásáról szóló 1992. évi XXXII. törvény végrehajtásáról
- 110/1993. (VII. 30.) Korm. rendelet 	 a nem kereskedelmi, helyi rádió- és televízióműsort készítő és közlő stúdiók alapításának engedélyezéséről
- 111/1993. (VIII. 3.) Korm. rendelet 	 az általános forgalmi adó 1993. augusztus 1-jei emelésével összefüggő, egyidejű lakossági kompenzálásról
- 112/1993. (VIII. 5.) Korm. rendelet 	 a magyar-ír légiközlekedési Megállapodás kihirdetéséről
- 113/1993. (VIII. 5.) Korm. rendelet ingatlanokra vonatkozó egyes jogszabályok módosításáról és kiegészítéséről
- 114/1993. (VIII. 5.) Korm. rendelet 	 az egyes növénytermesztési hitelekhez nyújtott kedvezményekről szóló 40/1992. (III. 4.) Korm. rendelet kiegészítéséről és módosításáról
- 115/1993. (VIII. 12.) Korm. rendelet 	 a bányászatról szóló 1993. évi XLVIII. törvény végrehajtásáról
- 116/1993. (VIII. 19.) Korm. rendelet 	 a Magyar Köztársaság Kormánya és Malaysia Kormánya között korlátozott vízummentességi megállapodás kihirdetéséről
- 117/1993. (VIII. 25.) Korm. rendelet 	 az egyes növénytermesztési hitelekhez nyújtott kedvezményekről szóló 40/1992. (III. 4.) Korm. rendelet módosításáról
- 118/1993. (VIII. 25.) Korm. rendelet 	 a mezőgazdasági tevékenység egyes adózási és támogatási kérdéseiről szóló 39/1987. (X. 12.) MT rendeletet módosító 115/1990. (XII. 25.) Korm. rendelet módosításáról
- 119/1993. (VIII. 25.) Korm. rendelet 	 a közműves vízellátás és a közműves csatornázás szabályainak kiadásáról szóló 27/1975. (X. 30.) MT rendelet módosításáról
- 120/1993. (IX. 2.) Korm. rendelet 	 a fegyveres erők és fegyveres testületek hivatásos állományú tagjainak nyugdíjáról szóló 22/1971. (VI. 1.) Korm. rendelet módosításáról
- 121/1993. (IX. 9.) Korm. rendelet 	 az Egzisztencia hitelről és részletfizetési kedvezményről szóló 28/1991. (II. 21.) Korm. rendelet módosításáról
- 122/1993. (IX. 16.) Korm. rendelet 	 az önhibájukon kívül hátrányos helyzetbe került önkormányzatok kiegészítő állami támogatásának felhasználásáról
- 123/1993. (IX. 21.) Korm. rendelet 	 a Magyar Köztársaság Kormánya és a Lengyel Köztársaság Kormánya közötti kulturális és tudományos együttműködésről szóló, Budapesten, 1992. október 13-án aláírt Egyezmény kihirdetéséről
- 124/1993. (IX. 22.) Korm. rendelet 	 a közbiztonságra különösen veszélyes eszközökről
- 125/1993. (IX. 22.) Korm. rendelet 	 a magyar állampolgárságról szóló 1993. évi LV. törvény végrehajtásáról
- 126/1993. (IX. 22.) Korm. rendelet 	 az egyes erdőkárok mérséklésének támogatásáról
- 127/1993. (IX. 23.) Korm. rendelet 	 a magyar–német nemzetközi kombinált áruszállítás javítása tárgyában aláírt Megállapodás kihirdetéséről
- 128/1993. (IX. 25.) Korm. rendelet 	 a Magyar Köztársaság és az Osztrák Köztársaság közötti Mezőgazdasági Levélváltás kihirdetéséről
- 129/1993. (IX. 25.) Korm. rendelet 	 a Magyar Köztársaság és a Svéd Királyság közötti Mezőgazdasági Levélváltás kihirdetéséről
- 130/1993. (IX. 25.) Korm. rendelet 	 a Magyar Köztársaság és az Európai Szabadkereskedelmi Társulás tagállamai közötti Megállapodás, valamint a Magyar Köztársaság és a Svájci Államszövetség, illetve a Liechtensteini Hercegség közötti Mezőgazdasági Levélváltás ideiglenes alkalmazásáról
- 131/1993. (IX. 25.) Korm. rendelet 	 a Magyar Köztársaság és a Norvég Királyság közötti Mezőgazdasági Levélváltás kihirdetéséről
- 132/1993. (IX. 29.) Korm. rendelet 	 a Magyar Geológiai Szolgálatról
- 133/1993. (IX. 29.) Korm. rendelet 	 a postai tevékenységről
- 134/1993. (X. 5.) Korm. rendelet 	 a kettős adóztatás elkerüléséről szóló egyezményeket kihirdető jogszabályok hatályon kívül helyezéséről
- 135/1993. (X. 7.) Korm. rendelet 	 az egyes növénytermesztési hitelekhez nyújtott kedvezményekről szóló 40/1992. (III. 4.) Korm. rendelet módosításáról
- 136/1993. (X. 7.) Korm. rendelet 	 a lakáscélú támogatásokról szóló 106/1988. (XII. 26.) MT rendelet módosításáról
- 137/1993. (X. 12.) Korm. rendelet 	 a költségvetési szervek tervezésének, gazdálkodásának, beszámolásának rendszeréről
- 138/1993. (X. 12.) Korm. rendelet 	 a kormányzati beruházások költségvetési előirányzatainak megtervezéséről és az ezek felhasználásával megvalósuló beruházások finanszírozásának rendjéről
- 139/1993. (X. 12.) Korm. rendelet 	 az államháztartás alrendszereinek tervezési, beszámolási és adatszolgáltatási kötelezettségéről, valamint a központi költségvetés végrehajtásával kapcsolatos egyes kérdésekről
- 140/1993. (X. 12.) Korm. rendelet 	 az államháztartás alrendszereinek bankszámlavezetési, letéti kezelési, pénzellátási és költségvetési befizetési rendjéről
- 141/1993. (X. 13.) Korm. rendelet 	 a belföldi hivatalos kiküldetést teljesítő dolgozó élelmezési költségtérítéséről szóló 23/1989. (III. 12.) MT rendelet módosításáról
- 142/1993. (X. 13.) Korm. rendelet 	 az egységes hírközlési hatósági szerv létesítéséről, valamint egyes hírközlést érintő jogszabályok módosításáról
- 143/1993. (X. 13.) Korm. rendelet 	 a közszolgálati irattározás egyes kérdéseiről
- 144/1993. (X. 22.) Korm. rendelet 	 az áruknak, szolgáltatásoknak és anyagi értéket képviselő jogoknak rubelelszámolásban történő behozataláról szóló 52/1992. (III. 21.) Korm. rendelet módosításáról
- 145/1993. (X. 22.) Korm. rendelet 	 a honvédelemről szóló 1976. évi I. törvény végrehajtására kiadott 6/1976. (III. 31.) MT rendelet módosításáról
- 146/1993. (X. 26.) Korm. rendelet 	 a polgárok személyi adatainak és lakcímének nyilvántartásáról szóló 1992. évi LXVI. törvény végrehajtásáról
- 147/1993. (X. 26.) Korm. rendelet 	 a személyi igazolvány kiadásának és nyilvántartásának átmeneti szabályairól
- 148/1993. (X. 26.) Korm. rendelet 	 a Központi Statisztikai Hivatal elnöke által kiadott szakértői engedélyek eljárási díjáról
- 149/1993. (X. 26.) Korm. rendelet 	 az áruk, szolgáltatások és anyagi értéket képviselő jogok kiviteléről, illetőleg behozataláról szóló 112/1990. (XII. 23.) Korm. rendelet módosításáról
- 150/1993. (X. 28.) Korm. rendelet 	 a Magyar Népköztársaság Kormánya és a Németországi Szövetségi Köztársaság Kormánya között Budapesten, 1989. június 9-én, a Magyar Népköztársaság Kulturális és Tájékoztatási Központjának a Németországi Szövetségi Köztársaságban történő felállításáról aláírt Megállapodás módosításának kihirdetéséről
- 151/1993. (X. 28.) Korm. rendelet 	 a magyar-ír nemzetközi közúti személy- és árufuvarozási Egyezmény kihirdetéséről
- 152/1993. (X. 28.) Korm. rendelet 	 a termőfölddel rendelkező munkanélküliek vállalkozóvá válásának támogatásáról
- 153/1993. (X. 28.) Korm. rendelet 	 az Állami Vagyonügynökség és a Pénzügyminisztérium közötti ingatlancseréről
- 154/1993. (X. 28.) Korm. rendelet 	 az 1993. január 1-je előtt megállapított nyugellátások, baleseti nyugellátások, valamint a nyugdíjszerű rendszeres szociális ellátások egyösszegű kiegészítéséről
- 155/1993. (XI. 11.) Korm. rendelet 	 a polgári szolgálatról szóló 75/1989. (VII. 7.) MT rendelet módosításáról[5]
- 156/1993. (XI. 11.) Korm. rendelet 	 az ENSZ Biztonsági Tanácsa által a Szerbia-Montenegró ellen meghirdetett embargóból eredő gazdasági károk részleges enyhítésére igényelhető kamattámogatásról
- 157/1993. (XI. 11.) Korm. rendelet 	 az útlevél ügyekben eljáró szervekről szóló 166/1991. (XII. 26.) Korm. rendelet módosításáról
- 158/1993. (XI. 11.) Korm. rendelet 	 a távközlő hálózatok összekapcsolásáról, együttműködésének engedélyezéséről, valamint a hálózati szerződésekről [5]
- 159/1993. (XI. 11.) Korm. rendelet 	 a marhalevél kiváltásáról és kezeléséről szóló 48/1993. (III. 24.) Korm. rendelet módosításáról
- 160/1993. (XI. 12.) Korm. rendelet 	 a részben vagy teljesen tartósan állami tulajdonban maradó gazdálkodó szervezetekről szóló 126/1992. (VIII. 28.) Korm. rendelet kiegészítéséről
- 161/1993. (XI. 17.) Korm. rendelet 	 a területfejlesztés kedvezményezett területeinek jegyzékéről
- 162/1993. (XI. 26.) Korm. rendelet 	 az 1994. évre szóló Országos Statisztikai Adatgyűjtési Programról
- 163/1993. (XI. 30.) Korm. rendelet 	 az állam által az állampolgárok tulajdonában igazságtalanul okozott károk részleges kárpótlásáról szóló 1991. évi XXV. törvény végrehajtására kiadott 104/1991. (VIII. 3.) Korm. rendelet módosításáról
- 164/1993. (XI. 30.) Korm. rendelet 	 az ENSZ Biztonsági Tanácsa Líbiával kapcsolatos 883 (1993) számú határozata végrehajtásáról
- 165/1993. (XI. 30.) Korm. rendelet 	 a Magyar Köztársaság és az Európai Közösség közötti, bizonyos borokra érvényes vámkontingensek kölcsönös felállításáról szóló Megállapodás kihirdetéséről
- 166/1993. (XI. 30.) Korm. rendelet 	 a Magyar Köztársaság Kormánya és az Osztrák Szövetségi Kormány között a közúti és vízi határforgalom ellenőrzéséről szóló Egyezmény végrehajtását szolgáló Megállapodás kihirdetéséről
- 167/1993. (XI. 30.) Korm. rendelet 	 a felszámolók névjegyzékéről
- 168/1993. (XII. 2.) Korm. rendelet 	 a Szénbányászati Szerkezetátalakítási Központról szóló 59/1990. (IX. 25.) Korm. rendelet módosításáról
- 169/1993. (XII. 3.) Korm. rendelet 	 a Területfejlesztési Alap felhasználásának részletes szabályairól
- 170/1993. (XII. 3.) Korm. rendelet 	 a statisztikáról szóló 1993. évi XLVI. törvény végrehajtásáról
- 171/1993. (XII. 8.) Korm. rendelet 	 a Magyar Köztársaság Kormánya és a Nemzetközi Munkaügyi Szervezet között Genfben, 1992. évi szeptember hó 23. napján aláírt, a Nemzetközi Munkaügyi Szervezet Közép- és Kelet-európai Multidiszciplináris Szakcsoportja Budapesti Irodájának létrehozásáról szóló Megállapodás kihirdetéséről
- 172/1993. (XII. 8.) Korm. rendelet 	 az egyes növénytermesztési hitelekhez nyújtott kedvezményekről szóló 40/1992. (III. 4.) Korm. rendelet módosításáról
- 173/1993. (XII. 15.) Korm. rendelet 	 az áruk, szolgáltatások és anyagi értéket képviselő jogok kiviteléről, illetőleg behozataláról szóló 112/1990. (XII. 23.) Korm. rendelet módosításáról
- 174/1993. (XII. 17.) Korm. rendelet 	 a Céltámogatási Kiegészítő Keretből 1995. évben támogatható településekről
- 175/1993. (XII. 17.) Korm. rendelet 	 a nemzetközi kombinált áruszállítást elősegítő kedvezményekről szóló 94/1992. (VI. 10.) Korm. rendelet módosításáról
- 176/1993. (XII. 17.) Korm. rendelet 	 a habilitációs eljárás általános szabályairól
- 177/1993. (XII. 19.) Korm. rendelet 	 a közalkalmazottak jogállásáról szóló 1992. évi XXXIII. törvény végrehajtásáról a közoktatási intézményekben tárgyú, 138/1992. (X. 8.) Korm. rendelet módosításáról
- 178/1993. (XII. 27.) Korm. rendelet 	 a honvédelemről szóló 1993. évi CX. törvény végrehajtásáról
- 179/1993. (XII. 29.) Korm. rendelet 	 a mozgáskorlátozott személyek közlekedési támogatásainak rendszeréről
- 180/1993. (XII. 29.) Korm. rendelet 	 a lakáscélú támogatásokról szóló 106/1988. (XII. 26.) MT rendelet módosításáról
- 181/1993. (XII. 29.) Korm. rendelet 	 az Adó- és Pénzügyi Ellenőrzési Hivatalról szóló 55/1991. (IV. 11.) Korm. rendelet módosításáról
- 182/1993. (XII. 30.) Korm. rendelet 	 az agrárágazat támogatásának egyes kérdéseiről
- 183/1993. (XII. 31.) Korm. rendelet 	 a társadalombiztosításról szóló 1975. évi II. törvény végrehajtására kiadott 89/1990. (V. 1.) MT rendelet módosításáról és kiegészítéséről [8]
- 184/1993. (XII. 31.) Korm. rendelet 	 a közalkalmazottak jogállásáról szóló 1992. évi XXXIII. törvény végrehajtásáról a művészeti, a közművelődési és a közgyűjteményi területen foglalkoztatott közalkalmazottak jogviszonyával összefüggő egyes kérdések rendezésére kiadott 150/1992. (XI. 20.) Korm. rendelet módosításáról
- 185/1993. (XII. 31.) Korm. rendelet 	 a részben vagy teljesen tartósan állami tulajdonban maradó gazdálkodó szervezetekről szóló 126/1992. (VIII. 28.) Korm. rendelet módosításáról

### Egyéb fontosabb jogszabályok

#### Miniszteri rendeletek

##### Január
- 1/1993. (I. 7.) PM—BM együttes rendelet a helyi önkormányzatokat 1993. évben megillető normatív állami hozzájárulásokról és személyi jövedelemadókról
- 6/1993. (I. 30.) FM rendelet a Mezőgazdasági Fejlesztési Alap kezelésének és felhasználásának egyes szabályai

##### Február
- 7/1993. (II. 12.) PM rendelet  a polgári védelem pénzgazdálkodásának és ellátásának rendjéről

##### Március
- 2/1993. (III. 3.) HM rendelet  Egyes miniszteri rendeletek, utasítások, intézkedések és parancsok hatályon kívül helyezéséről [7]
- 5 /1993. (III. 3.) NGKM—PM együttes rendeletA Kereskedelmi Vámtarifa 1993. évi alkalmazásáról szóló 13/1992. (XII. 22.) NGKM—PM együttes rendelet módosításáról
- 6/1993. (III. 3.) NGKM—PM együttes rendeletA Kereskedelmi Vámtarifa módosításáról és a Cseh Köztársaságból, a Szlovák Köztársaságból és a Lengyel Köztársaságból származó egyes árukra vonatkozó vámkontingensekről
- 9/1993. (III. 12.) PM-NGKM együttes rendelet a mezőgazdasági és élelmiszeripari exporttámogatásról

##### Április
- 9/1993. (IV. 2.) NM rendelet az egészségügyi szakellátás társadalombiztosítási finanszírozásának egyes kérdéseiről
- 12/1993. (IV. 20.) FM rendelet a Gyulai Húskombinát részére nyújtott intervenciós támogatásról

##### Május
- 13/1993. (V. 28.) FM rendelet a Gyulai Húskombináttól történő állami felvásárláshoz nyújtott intervenciós támogatásról

##### Június
- 14/1993. (VI. 4.) FM rendelet a csontos lehúzott sertéshússal, a szalonnás és bőrös sertéshússal és a darabolt és kicsontozott sertéshússal kapcsolatos piaci beavatkozásról
- 16/1993. (VI. 11.) FM rendelet a vágósertés állami felvásárlásáról
- 19/1993. (VI. 15.) FM rendelet a mézexport többlettámogatásáról

##### Július
- 21/1993. (VII. 1.) FM rendelet a juhtartással kapcsolatos többletköltségek csökkentését szolgáló intervenciós támogatásról
- 22/1993. (VII. 1.) FM rendelet az Európai Közösségek tagállamaiba kiszállításra kerülő, triss fogyasztásra szánt gyümölcs és zöldség minőségének kötelező vizsgálatáról
- 23/1993. (VII. 1.) FM rendelet étkezési búza állami felvásárlásáról
- 18/1993. (VII. 1.) PM rendelet a jövedéki szabályozásról és ellenőrzésről, valamint a bérfőzési szeszadóról szóló 1993. évi LVIII. törvény egyes rendelkezéseinek végrehajtásáról
- 28/1993. (VII. 22.) FM rendelet a növendékbika többletexport-támogatásáról

##### Augusztus
- 32/1993. (VIII. 5.) FM rendelet az étkezési tyúktojással kapcsolatos piaci beavatkozásról
- 13/1993. (VIII. 17.) IM rendelet a bíróságok létszám- és bérgazdálkodásáról
- 33/1993. (VIII. 19.) FM rendelet a szalonnás és bőrös sertéshús többletexport-támogatásáról
- 34/1993. (VIII. 19.) FM rendelet a szalámi és szárazkolbász többletexport-támogatásáról

##### Szeptember
- 35/1993. (IX. 2.) FM rendelet az étkezési almaexporttal kapcsolatos piaci beavatkozásról
- 38/1993. (IX. 7.) FM rendelet a sonkakonzerv, a szeletelt sonkakonzerv és a lapockakonzerv többletexporttámogatásáról
- 15/1993. (IX. 27.) IKM rendelet  A minőségvédelem egyes kérdéseiről szóló 2/1981. (I. 23.) BkM rendelet módosításáról [4]
- 28/1993. (IX. 27.) KHVM rendelet A közüzemi vízműből szolgáltatott ivóvízért, illetőleg a közüzemi csatornamű használatáért fizetendő díjakról szóló 32/1992. (XII. 29.) KHVM rendelet módosításáról
- 26/1993. (IX. 27.) PM—NGKM együttes rendelet A vámjog részletes szabályainak megállapításáról és a vámeljárás szabályozásáról szóló 39/1976. (XI. 10.) PM—KkM együttes rendelet módosításáról
- 27 /1993. (IX. 27.) PM rendelet  Az adóigazgatási azonosításra alkalmas nyugta adását biztosító pénztárgép és taxaméter alkalmazásáról szóló 6/1993. (II. 9.) PM rendelet módosításáról

##### Október
- 41/1993. (X. 13.) FM rendelet az egres és fekete ribiszkével kapcsolatos többletexport-támogatásról

##### November
- 28/1993. (XI. 5.) PM rendelet a dohánygyártmányokra, a kávéra, a palackozott szeszre és szeszes italra elrendelt zárjegy alkalmazásának részletes előírásairól és szabályairól
- 3/1993. (XI. 11.) MüM rendelet az 1994. évi munkaszüneti napok körüli munkarendéről [9]
- 18/1993. (XI. 11.) NGKM—PM együttes rendelet  A „Kereskedelmi Vámtarifa 1992—1994" egyes vámtételeinek módosításáról
- 19/1993. (XI. 11.) NGKM—PM együttes rendelet A Kereskedelmi Vámtarifa 1993. évi alkalmazásáról szóló 13/1992. (XII. 22.) NGKM—PM együttes rendelet módosításáról
- 42/1993. (XI. 17.) FM rendelet a darabolt, kicsontozott sertéshús, sonka, lapocka, baromfihúsok, -termékek, egyes zöldségfélék, lizin többletexport-támogatásáról

##### December
- 43/1993. (XII. 3.) FM rendelet az étkezési alma belföldi forgalmának növelésével kapcsolatos piaci beavatkozásról
- 44/1993. (XII. 3.) FM rendelet a szőlő bérfeldolgozás 1993. évi intervenciós támogatásáról
- 46/1993. (XII. 8.) FM rendelet a tej és tejtermékek többletexport-támogatásáról
- 18/18/1993. (XII. 26.) IM rendelet  A cégbejegyzésről és a cégjegyzékről szóló 13/1989. (XII. 16.) IM rendelet módosításáról [10]
- 32/1993. (XII. 26.) KHVM rendelet Az útügyi hatósági eljárások díjairól
- 33/1993. (XII. 26.) KHVM rendelet  A légügyi hatósági eljárások díjairól
- 34/1993. (XII. 26.) KHVM rendelet A belföldi postai szolgáltatások legmagasabb hatósági díjairól szóló 6/1992. (I. 23.) KHVM rendelet módosításáról
- 5/1993. (XII. 26.) MüM rendelet  A munkavédelemről szóló 1993. évi XCIII. törvény egyes rendelkezéseinek végrehajtásáról
- 12/1993. (XII. 26.) MKM rendelet Egyes művelődési és közoktatási jogszabályok módosításáról és hatályon kívül helyezéséről
- 9/1993. (XII. 26.) TNM rendelet  A nukleáris létesítményekkel kapcsolatos államigazgatási eljárások díjazásának megállapításáról szóló 5/1992. (XII. 28.) TNM rendelet módosításáról
- 5/1993. (XII. 26.) MüM rendelet a munkavédelemről szóló 1993. évi XCIII. törvény egyes rendelkezéseinek végrehajtásáról
- 48/1993. (XII. 29.) FM rendelet a tehéntej felvásárlásának és feldolgozásának támogatásáról
- 7/1993. (XII. 30.) MüM rendelet az Országos Képzési Jegyzékről [11]
- 8/1993. (XII. 30.) MüM rendelet Az iskolai rendszerű szakképzés megszervezésére és a gyakorlati képzési helyek létesítésére vonatkozó feltételekről
- 9/1993. (XII. 30.) MüM—MKM együttes rendelet Az iskolai rendszerű szakképzésben résztvevő tanulók juttatásairól
- 10/1993. (XII. 30.) MüM rendelet A szakmai vizsgáztatás általános szabályairól és eljárási rendjéről
- 25/1993. (XII. 30.) NGKM—PM együttes rendelet A Kereskedelmi Vámtarifa 1994. évi alkalmazásáról
- 37/1993. (XII. 30.) PM rendelet A magyar—jugoszláv közös államhatáron új határátkelőhelyek létesítéséről

### Kormányhatározatok
- 1051/1993. (VII. 2.) Korm. határozat A Grassalkovich Kastély Alapítvány létrehozásáról
- 1080/1993. (XII. 26.) Korm. határozat A Grassalkovich Kastély Alapítvány létrehozásáról szóló 1051/1993. (VII. 2.) Korm. határozat módosításáról [2]

## Európai Unió

### A Tanács rendeletei
- a közösségi védjegyről szóló, 1993. december 20-i 40/94/EK tanácsi rendelet